# フェデリコ・ジュンティ
フェデリコ・ジュンティ（Federico Giunti, 1971年8月6日 - ）イタリア・ペルージャ出身の元サッカー選手。ポジションはMF。

## 略歴
1998-99シーズン途中からの2シーズン半をACミランでプレーした。1998-99シーズンには、リーグ戦の出場は8試合ながら、リーグ優勝を果たした。1999-00シーズンと2000-01シーズンにはリーグ戦でそれぞれ24試合に出場するなど、比較的多くの出場時間を得ていた。2003-04シーズンにはトルコのベシクタシュでプレーしてスュペル・リグ のタイトルを獲得した。
1996年11月にボスニア・ヘルツェゴビナとの親善試合で1試合のイタリア代表キャップがある。
引退後はペルージャの監督、ACミランU-19チームの監督などを歴任した。

## タイトル
ACミラン
- セリエA : 1998-99

ベシクタシュJK
- スュペル・リグ : 1991-92